# Strumigenys guttulata
Strumigenys guttulata är en myrart som beskrevs av Auguste-Henri Forel 1902. Strumigenys guttulata ingår i släktet Strumigenys och familjen myror. Inga underarter finns listade i Catalogue of Life.